# Настиль
Настиль металургійний (від «встеляти, настеляти») — рівномірно вкривати поверхню шаром чогось — в металургії — тугоплавка маса, що утворюється на кожусі доменної печі внаслідок порушення ходу плавки або несприятливої взаємодії шихти з вогнетривкою футеровкою.
Будова настилей різна, часто кільцева з основою в середній частині шахти. Вершина нерідко знаходиться біля основи захисних плит колошника або на 1,5—3,0 м нижче, а іноді при плавці цинквмісних руд навіть частково перекриває їх. Товщина настилів досягає 3 м і більше при висоті по шахті печі 10—15 м і середній товщині 1—2 м. Матеріал настилі — конгломерат рудного висипу, коксу і вапняку. При цьому руда або агломерат значною мірою бувають відновленими і спікаються в моноліт різної міцності.

## Цікаве з історії плавки
Ґеорґіус Аґрікола у своїй роботі De Re Metallica (1556 рік) згадує настиль, який утворюється під час плавки руд і металів:
| Плавильник збиває після плавки настилі, застиглі на стінах. |
| ...деяка частина руди поглинається настилями або поєднується з ними, внаслідок чого в настилях виявляють невеликі шматки нерозплавленої руди. |